# Château de Cuirieu
Le château de Cuirieu est un château du XVIIe siècle qui se dresse sur la commune de Saint-Jean-de-Soudain (en limite de celle de Sainte-Blandine, non loin de La Tour-du-Pin) dans le département de l'Isère en région Rhône-Alpes. L'édifice a succédé à un ancien rendez-vous de chasse.
Le château de Cuirieu fait l’objet d’une inscription au titre des monuments historiques par arrêté du 22 janvier 1955. Ses communs, ainsi que son jardin à la française, sont également inscrits au même titre que le château.

## Situation
Le château de Cuirieu est situé dans le département français de l'Isère sur la commune de Saint-Jean-de-Soudain, en limite du territoire de la commune voisine de Sainte-Blandine avec qui elle partage une partie du domaine, non loin du territoire de la commune de La Tour-du-Pin.

## Histoire
Le Château de Cuirieu était, durant la période médiévale, un rendez-vous de chasse dans une futaie. L'origine de son nom fait référence à la Cuirée, c'est-à-dire, la Curée après la chasse. Il a été construit au début du XVIIe siècle au moment où son propriétaire, Pierre de Boissat, fut anobli en janvier 1604, en sa qualité de gentilhomme de la Chambre du roi.
Belle demeure bien conservée, le château de Cuirieu appartient pour partie au vicomte et à la vicomtesse Bernard de Noüe et appartient à cette famille depuis près de deux siècles.

## Description
L'édifice a conservé ses fenêtres à meneaux et se compose de deux corps de logis en équerre, avec trois tours rondes à l'extérieur. Le bâtiment des communs, traversé par un passage voûté, ferme la cour d'honneur avec deux tours rondes qui se trouvent à chaque extrémité. Une large terrasse surnommée « terrasse du cèdre », construite au XVIIIe siècle, remplace les anciennes douves et domine un jardin à la française orné d'arbustes taillés, et un parc de 9 hectares. Le bâtiment central est, en outre, orné d'un fronton et flanqué de deux pavillons. C'est un site privé et seul le domaine extérieur est ouvert aux visites, notamment à l'occasion des Journées européennes du patrimoine.